# Целаканты
Целаканты (лат. Coelacanthus, от др.-греч. κοιλο- +ἄκανθα «полый шип») — вымерший род целакантообразных рыб. Известны с пермского периода. Род имел всесветное распространение. Пережили пермско-триасовое вымирание, вымерли в позднем юрском периоде, около 145 млн лет назад.
Целаканты обладали значительным сходством с современными латимериями, хотя эти два рода относятся к разным семействам. В сравнении с латимериями целаканты были меньше и имели более вытянутые головы. Вырастали приблизительно до 90 см. Маленькие плавники свидетельствуют о том, что целаканты были активными пелагическими хищниками (нектон).
Целаканты были первым описанным родом отряда целакантообразных; отряд получил название по роду.

## Виды
- Coelacanthus banffensis Lambe, 1916
- Coelacanthus evolutus Beltan, 1980
- Coelacanthus gracilis Agassiz, 1844
- Coelacanthus granulatus Agassiz, 1836
- Coelacanthus harlemensis Winkler, 1871
- Coelacanthus lunzensis Reis, 1900
- Coelacanthus madagascariensis Woodward, 1910
- Coelacanthus minor Agassiz, 1844
- Coelacanthus welleri Eastman, 1908
- Coelacanthus whitea Lehman, 1952